# 亚足联中国展望城市联赛冠军杯
亚足联中国展望城市联赛冠军杯（英語：AFC China Vision City League Champions Cup），创办于2011年，是由中国足球协会主办、亚洲足球联合会指导的业余足球联赛，曾与中国足球协会业余联赛同为中国足协杯的资格赛之一。该赛事每年一届，参赛队伍多为“亚洲展望-中国展望项目”城市联赛冠军。仅举办2届，于2013年撤销。